# Charles Dundas, 1. Baron Amesbury

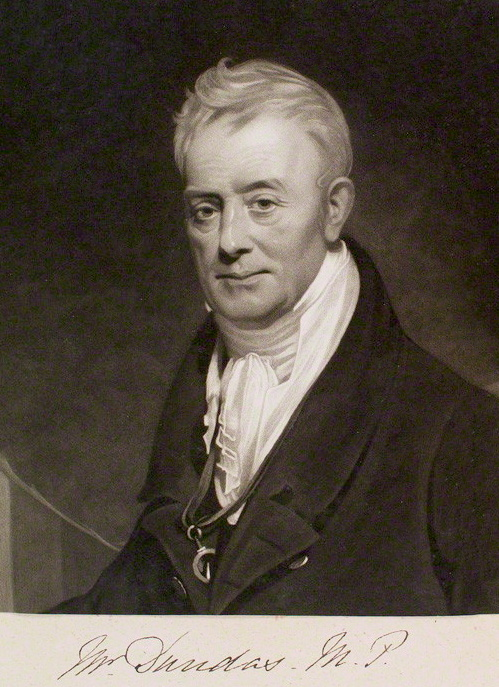
Charles Dundas, 1823

Charles Dundas, 1. Baron Amesbury (* 5. August 1751; † 30. Juni 1832 in Pimlico, London) war ein britischer Politiker.

## Leben
Charles Dundas war das jüngste der sechs Kinder von Thomas Dundas (um 1708–1786) und dessen Ehefrau Lady Janet Maitland, Tochter des Charles Maitland, 6. Earl of Lauderdale. Sein älterer Bruder war Thomas Dundas. Dundas besuchte die Edinburgh High School und studierte dann Rechtswissenschaften an der Universität Edinburgh und am Trinity College der Universität Cambridge. 1774 trat er dem Middle Temple bei und wurde drei Jahre später zum Barrister berufen.
Am 16. Februar 1782 heiratete er Anne Whitley († 1812), Erbtochter des Ralph Whitley, Gutsherr von Kintbury und Aston Hall in Berkshire. Mit ihr hatte er eine Tochter, Hon. Janet Dundas (um 1783–1846). 1822 heiratete Dundas ein zweites Mal, diesmal seine Cousine Margaret Barclay-Maitland († 1841).
1797 wurde er im Rang eines Colonel Kommandeur der White Horse Volunteer Cavalry, der Landwehrkavallerie von Berkshire.

## Politischer Werdegang
Er gehörte der Partei der Whigs an und wurde bei den Unterhauswahlen 1775 als Abgeordneter für das Borough Richmond in Yorkshire ins britische Unterhaus gewählt. Sein Onkel Sir Lawrence Dundas, 1. Baronet war seit 1766 Eigentümer der Orkneys und Shetlands. Zunächst sein Vater und schließlich sein Bruder Thomas hielten seit 1768 das Unterhausmandat für den Wahlkreis Orkney and Shetland. Auf Grund seiner militärischen Verpflichtungen konnte letzterer seine Aufgaben nicht mehr wahrnehmen, weshalb Lawrence Dundas bei den Unterhauswahlen 1780 seinen Neffen Charles Dundas für Orkney and Shetland antreten ließ. Dundas unterlag jedoch dem durch die Regierung gestützten Robert Baikie. Durch eine Petition im Februar des folgenden Jahres wurde Dundas jedoch nachträglich als Vertreter von Orkney and Shetland eingesetzt.
1784 trat Dundas erneut für das Borough Richmond an und hielt das Mandat bis 1786. In diesem Jahr wurde er als Knight of the Shire für Berkshire gewählt. Für dieses County saß er bis zu seiner Erhebung in den Adelsstand 1832 im Unterhaus. Zwischen 1785 und 1820 war Dundas Berater des Kronprinzen und späteren britischen Königs Georg IV., der in diesem Zeitraum als Duke of Rothesay das Amt des Great Steward of Scotland innehatte.
Am 16. Mai 1832 wurde er zum Baron Amesbury, of Kintbury, Amesbury, and Barton-court, in the County of Berks, and of Aston-hall in the County of Flint erhoben, und wurde dadurch Mitglied des britischen Oberhauses. Dundas verstarb am 30. Juni desselben Jahres. Da er keine männlichen Nachkommen hatte, erlosch der Titel mit seinem Tod. Seine Ländereien und sein Vermögen fielen an seine Tochter Janet bzw. deren Ehemann, den Unterhausabgeordneten und späteren Admiral Sir James Deans (1785–1862), der 1808 anlässlich der Eheschließung mit Janet den Familiennamen „Whitley-Deans-Dundas“ angenommen hatte.